# Žako
Žako ili afrička siva papiga (Psittacus erithacus) je vrsta ptice koja pripada porodici papiga, Psittacidae. Postoje dvije podvrste. 

## Rasprostranjenost
U prirodi se nalazi od zapadne do srednje Afrike. Većinom naseljava kišne šume i njihova rubna područja, te plantaže i obrađene površine. Unatoč ilegalnom lovu zbog trgovine ljubimcima, još uvijek je čest u svom arealu.

## Podvrste
- Psittacus erithacus erithacus Linnaeus, 1758
- Psittacus erithacus timneh Fraser, 1844

## Opis
Ova zdepasta, kratkorepa papiga naraste do otprilike 33 cm dužine. Dok većina papiga ima perje upečatljive boje, žako je skoro potpuno siv, samo sa žarkocrvenim ili kestenjasto-smeđim repom. Oči kod odraslih su žute, kljun je crn, a noge su sive. Mužjaci i ženke su slični. 
U prirodi živi u velikim jatima i hrani se sjemenkama i voćem. Veoma je loš letač.

## U zatočeništvu
Žako je zbog svoje mirne naravi i izuzetne sposobnosti imitiranja govora omiljeni kućni ljubimac. Uči vrlo brzo i s lakoćom, pa se zato smatra najboljim "govornikom" u svijetu papiga. Može izgovoriti čak i rečenice i to u pravom trenutku (npr., pozdraviti vlasnika kada uđe u kuću). Osim toga, ima sposobnost izvoditi razne trikove. 
Njegova prednost kao kućnog ljubimca je njegova dugovječnost: uz pravilnu njegu i držanje može doživjeti i 80 godina.